# Drahttongerät

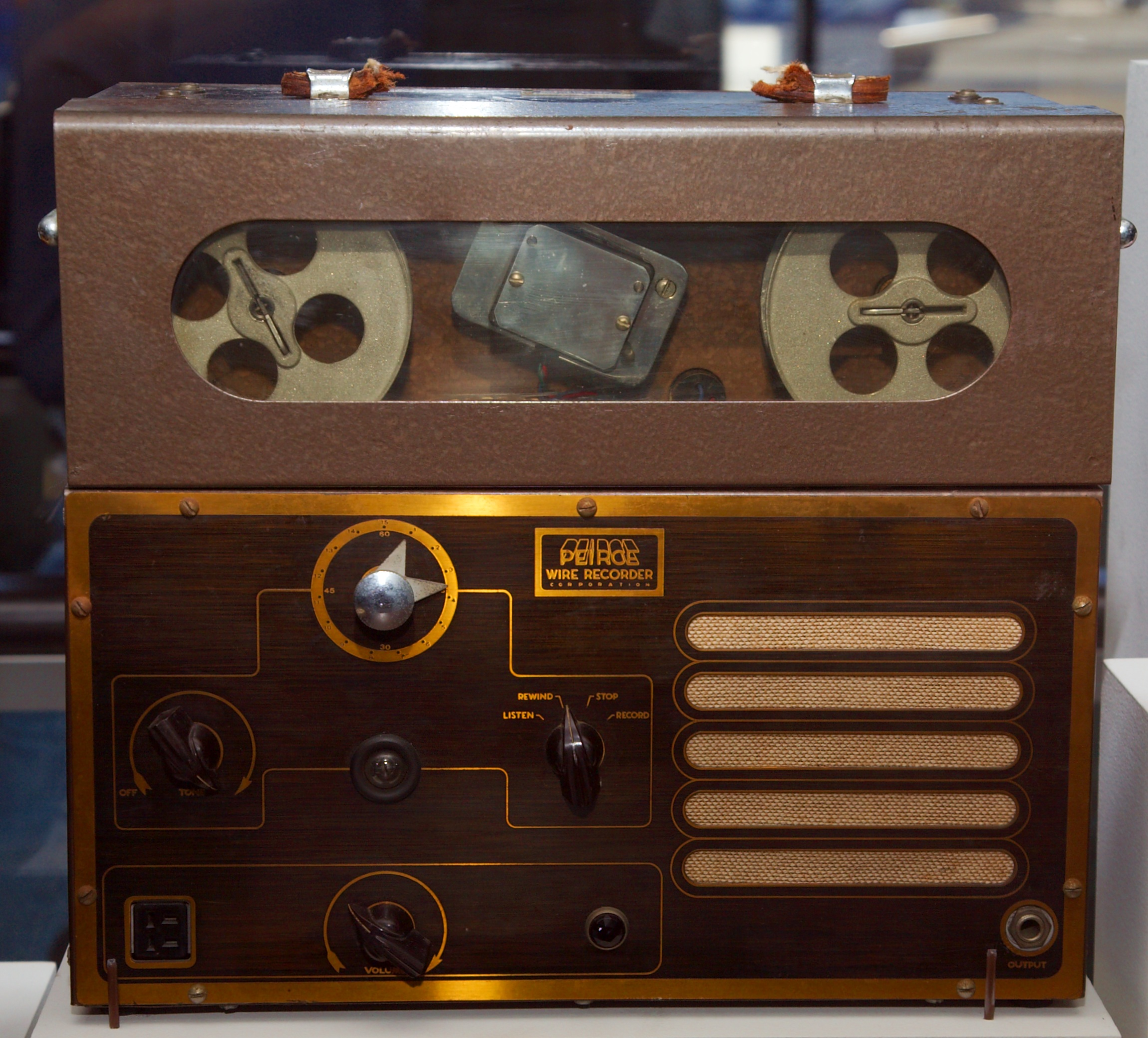
Ein Drahttonrecorder Peirce 55-B aus dem Jahr 1945

Ein Drahttongerät oder Drahtophon dient zum Speichern von Audiosignalen. Der dänische Physiker Valdemar Poulsen erfand um 1890 ein Gerät zum Speichern von Tönen auf einem Stahldraht und somit das erste Drahttongerät. Das Gerät nannte er Telegraphon.

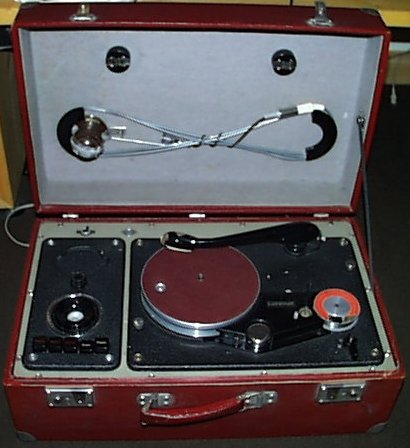
Koffergerät mit Plattenspieler und Drahtton, um 1950, Deutschland

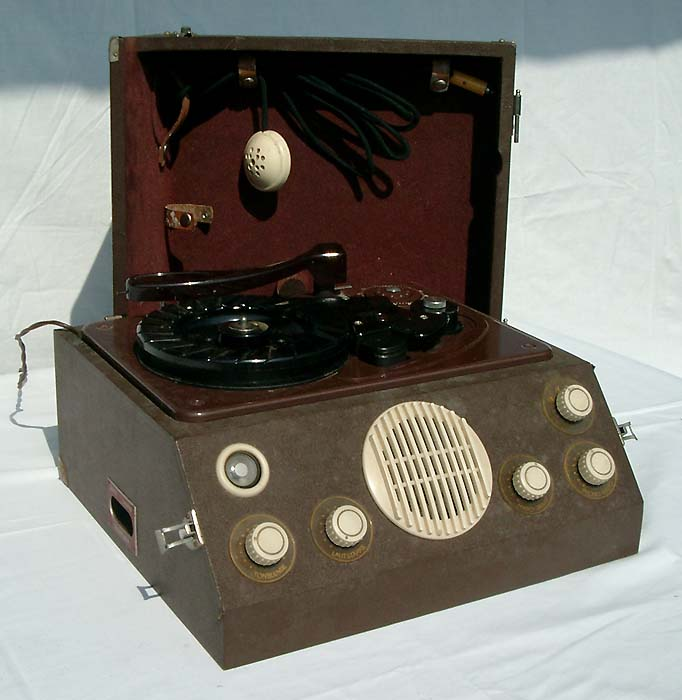
Deutsches Drahttongerät mit amerikanischem Laufwerk (um 1950)

Ein Stahldraht wird an einem Elektromagneten vorbeigeführt. Der Elektromagnet ist mit einem Mikrophon verbunden, das die Schallwellen in eine Wechselspannung umwandelt und im Stahldraht durch magnetische Induktion eine bleibende Magnetisierung hinterlässt. Wird der magnetisierte Stahldraht anschließend wieder an dem Elektromagneten vorbeigeführt, wird in diesem eine elektrische Spannung induziert, die in einem an den Elektromagneten angeschlossenen Lautsprecher das ursprüngliche Signal hörbar macht.
Drahttongeräte waren in den USA in den 1940er- und 1950er-Jahren recht weit verbreitet, in Deutschland erreichten sie nur untergeordnete Bedeutung. Hier wurden sie u. a. von der Deutschen Bundesbahn zur Aufzeichnung von Zugmeldegesprächen verwendet. In den 1950er-Jahren wurden sie durch Tonbandgeräte verdrängt. Lediglich in Flugschreibern überdauerten sie noch etwas länger.
Als Drahtmaterial wurden in den 1930er-Jahren meist Drähte aus Chrom-Mangan-Stahl (15 % Cr, 12 % Mn) verwendet. Der Durchmesser betrug 0,11 mm für Musik- und 0,22 mm für Sprachaufzeichnungen. Später wurde das Mangan durch Nickel ersetzt (18 % Cr, 8 % Ni), als Stärke wurden Drähte mit 0,09 mm Durchmesser verwendet.